# Herbert Dirmoser

Herbert Dirmoser

Herbert Dirmoser (12. April 1896 in Wien – 23. Januar 1978 in Erfurt) war ein österreichischer Film- und Theaterschauspieler.

## Leben und Wirken
Dirmoser hatte viele Jahre lang an deutschen Bühnen gespielt, sowohl in der Provinz (z. B. in Wiesbaden und Marburg) als auch im Theater des Volkes in Berlin. 1926 spielte er den Schuldknecht im Jedermann bei den Salzburger Festspielen. 1938 und 1939 spielte er den Winnetou auf der Felsenbühne Rathen.
Von 1940 bis 1944 gehörte Dirmoser dem Staatstheater Dresden an, von 1946 bis 1955 wirkte er in Magdeburg, anschließend an den Städtischen Bühnen Erfurts.
1937 wirkte er neben Luis Trenker und Heidemarie Hatheyer im Kultfilm Der Berg ruft mit. In den 1950er und 1960er Jahren spielte er in verschiedenen DEFA-Spielfilmen: u. a. verkörperte er 1959 den Professor Soltau im Film Weißes Blut (Regie: Gottfried Kolditz) und 1966 den Alten Raben im DDR-Indianerfilm Die Söhne der großen Bärin.

## Filmographie
- 1934: Abschiedswalzer
- 1937: Der Berg ruft!
- 1959: Weißes Blut
- 1960/2014: Sommerwege
- 1960: Blaulicht: Ein gewisser Herr Huegi
- 1962: Fernsehpitaval: Auf der Flucht erschossen (Fernsehreihe)
- 1962: Mord ohne Sühne
- 1963: Nebel
- 1966: Die Söhne der großen Bärin
- 1967: Die gefrorenen Blitze
- 1968: Abschied
- 1972: Eolomea
- 1977: Unterwegs nach Atlantis

## Theater
- 1955: Friedrich Schiller: Wallenstein – Wallensteins Tod (Buttler, Chef eines Dragonerregiments) – Regie: Eugen Schaub (Städtische Bühnen Erfurt)
- 1956: Bertolt Brecht: Der kaukasische Kreidekreis (als Bauer und als Alter) – Regie: Eugen Schaub (Städtische Bühnen Erfurt)
- 1959: Maxim Gorki: Feinde (Arbeiter Lewschin) – Regie: Hans Dieter Mäde (Maxim-Gorki-Theater Berlin)
- 1960: Friedrich Schiller: Die Räuber (Pastor Moser) – Regie: Maxim Vallentin / Hans Dieter Mäde (Maxim-Gorki-Theater Berlin)